# Птеранодоны
Птеранодоны (лат. Pteranodon, от др.-греч. πτερόν — крыло и ἀνόδους — беззубый) — род птерозавров, включающий одних из самых больших известных летающих рептилий, размах крыльев которых составлял более 7 метров. Птеранодоны жили в течение позднего мела в Северной Америке на территории современных Канзаса, Алабамы, Небраски, Вайоминга и Южной Дакоты. Количество образцов птеранодона превышает количество образцов птерозавров любого другого рода, причём из около 1200 известных науке образцов многие хорошо сохранились; в частности, известны почти полные черепа и сочленённые скелеты. Птеранодон представлял собой важную часть сообщества животных Западного внутреннего моря.

## Описание
Ископаемые остатки птеранодона чрезвычайно хорошо представлены в палеонтологической летописи, что позволяет детально описать их анатомию и анализ истории их жизни. Было идентифицировано более 1000 образцов, хотя менее половины достаточно полны, чтобы предоставить исследователям хорошую анатомическую информацию. Тем не менее, этот материал наиболее полон, чем материал любого другого птерозавра, и он включает в себя как мужские, так и женские особи разных возрастных групп и, возможно, видов.
Взрослые экземпляры птеранодонов двух основных видов можно разделить на два разных размера. Тип меньших образцов имеет маленькие гребни с закругленными головами и очень широкими тазовыми каналами, даже более широкие, чем у гораздо большего класса размеров. Размер тазового канала, вероятно, позволял откладывать яйца, что указывает на то, что эти образцы принадлежат небольшим по размеру взрослым самкам. Тип больших образцов, представляющий особей мужского пола, имеет узкие бедра и очень большие гребни, которые, вероятно, предназначались для демонстрации.
Взрослые самцы птеранодона были одними из самых крупных птерозавров и крупнейшими летающими животными, известными до конца XX века, когда были обнаружены гигантские птерозавры-аждархиды. Размах крыльев среднего взрослого самца птеранодона составлял 5,6 м. Взрослые самки были намного меньше, в среднем их размах крыльев составлял 3,8 м. Самый крупный образец Pteranodon longiceps из формации Ниобрара имеет длину 6,25 м от кончика одного крыла до кончика другого крыла. Еще более крупный экземпляр известен из формации Пьера Сланца, с размахом крыльев 7,25 м, хотя этот экземпляр может принадлежать к отдельному роду и виду Geosternbergia maysei. В то время как большинство образцов найдено раздробленными, обнаружено достаточно ископаемых остатков, чтобы составить подробное описание животного.

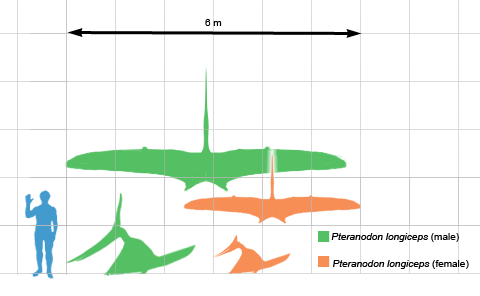
Размеры самца (зелёный) и самки (оранжевая) P. longiceps

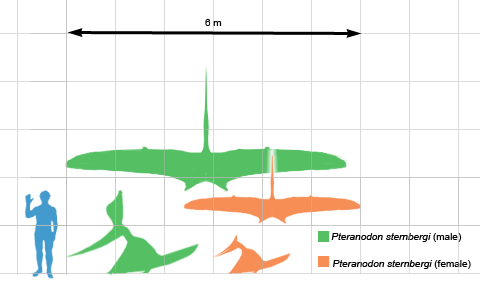
Размеры самца (зелёный) и самки (оранжевая) P. sternbergi

Методы, использованные для оценки массы крупных образцов самцов птеранодона (с размахом крыльев около 7 м), были общеизвестно ненадежными, что позволило получить широкий диапазон оценок — от 20 кг до 93 кг. В обзоре оценок размера птерозавров, опубликованном в 2010 году, исследователи Марк Уиттон и Майк Хабиб продемонстрировали, что последние, самые большие оценки почти наверняка неверны, учитывая общий объем тела птеранодона, и могут быть правильными только в том случае, если бы животное «в основном состояло бы из алюминия». Уиттон и Хабиб считали методы, используемые исследователями, которые получили меньшие оценки массы, одинаково ошибочными. Большинство из них было получено путем масштабирования современных животных, таких как летучие мыши и птицы, до размера птеранодона, несмотря на тот факт, что птерозавры имеют совершенно отличные от любого современного животного пропорции тела и анатомию мягких тканей.
Род от прочих птеродактилей отличается крупным выростом на голове (выполнявшим роль руля при полёте) и беззубым клювом.
Основу рациона ящера составляла рыба и мелкие рачки. Их он вылавливал в полёте при помощи длинного клюва. Иногда становился добычей кретоксирина.

## Классификация
По данным сайта Fossilworks, на июнь 2016 года в род включают 4 вымерших вида:
- Pteranodon longiceps Marsh, 1876 [syn. Pteranodon (Longicepia) longiceps (Marsh, 1876), Pteranodon (Longicepia) marshi Miller, 1971, Pteranodon (Sternbergia) walkeri Miller, 1971]
- Pteranodon sternbergi Harksen, 1966 [syn. Geosternbergia sternbergi (Harksen, 1966), Pteranodon (Occidentalia) eatoni Miller, 1971,  Pteranodon (Sternbergia) sternbergi (Harksen, 1966)]
- Pteranodon ingens (Marsh, 1872) [syn. Ornithochirus umbrosus Cope, 1872, Ornithostoma ingens (Marsh, 1872), Pterodactylus ingens Marsh, 1872]
- Pteranodon occidentalis (Marsh, 1872) [syn.  Ornithochirus harpyia Cope, 1872, Pterodactylus occidentalis Marsh, 1872]

Для некоторых видов ископаемых остатков было недостаточно для точной систематики и они получали статус nomen dubium в пределах рода птеранодонов:
- Ornithocheirus harpyia Cope, 1872
- Pteranodon umbrosus (Cope, 1872) [syn. Ornithocheirus umbrosus Cope, 1872]
- Pteranodon comptus Marsh, 1876
- Pterodactylus oweni Marsh, 1871
- Pteranodon velox (Marsh, 1872) [syn. Pterodactylus velox Marsh, 1872]

## В культуре
Птеранодоны были птерозаврами, а не динозаврами, поскольку все динозавры по определению относятся либо к ящеротазовым, либо к птицетазовым, тогда как птерозавры представляют собой отдельную от них ветвь орнитодир. Тем не менее, птеранодон часто фигурируют в средствах массовой информации о динозаврах и прочно ассоциируется с динозаврами широкой общественностью.
- Птеранодоны присутствуют в продолжениях «Парка юрского периода»: «Парк юрского периода: Затерянный мир», «Парк юрского периода III» и «Мир юрского периода». При этом в оригинальном романе Майкла Крайтона фигурируют цеародактили.
- В мультфильме «Динозавр» птеранодон пытается унести в своё гнездо яйцо игуанодона, но его перехватывают ихтиорнисы, в результате чего он теряет яйцо.
- Родан — гигантский птеранодон, появившийся в независимом фильме 1956 года, а потом в некоторых фильмах с Годзиллой.
- Птеранодоны показаны в сериале «Портал юрского периода»: в 5 серии первого сезона, 2 серии второго сезона и 10 серии третьего сезона. Также птеранодоны появляются в спин-оффе сериала «Новый мир».
- Птеранодон появляется в сериале «Прогулки с морскими чудовищами».
- Птеранодоны присутствуют в двухсерийном фильме «Затерянный мир» (2001), хотя в оригинальном романе Артура Конан Дойля речь шла о птеродактилях.
- Стая птеранодонов нападает на главных героев в фильме «Путешествие к центру Земли» (1999).
- Гигантский птеранодон появляется в фильме «Кинг-Конг» (1933).
- Сильно увеличенная в размерах версия птеранодона присутствует в фильме «Миллион лет до нашей эры» (1966).
- Птеранодоны появляются в мультфильмах серии «Земля до начала времён».
- В мультсериале «Поезд динозавров» семья птеранодонов является центральными персонажами.